# شتيفان بيلوف
شتيفان بيلوف مواليد 20 نوفمبر 1957 في ألمانيا الغربية، كان سائق فورملا 1 ألماني سابق كان قد بدأ مسيرته الاحترافية عام 1984. كان أول سباق له هو سباق الجائزة الكبرى البرازيلي 1984. خاض خلال مسيرته 22 سباقاً.

## سباقات شارك فيها
- لو مان 24 ساعة
- بطولة فورمولا 3 الألمانية
- بطولة العالم للسيارات الرياضية